# Defense Security Support Command
Le Defense Security Support Command (DSSC) (coréen : 군사안보지원사령부) est le service de renseignement militaire de la Corée du Sud depuis 2018.

## Historique
Il est fondé le 1er septembre 2018 en remplacement du Defense Security Command (en) (DSC) qui créé en octobre 1977 a été dissous, ce dernier étant l'héritier du Army Counter Intelligence Corps (CIC ou KACIC) fondé en 1950.
Ce service voulant mettre en place la loi martiale en faveur de la présidente Park Geun-hye en 2016 lors du scandale Choi Soon-sil, cela a été considéré et défini comme une tentative de coup d'État par le conseil d'État de la République de Corée ; il lui été également reproché entre autres la mise sous surveillance des familles des victimes du naufrage du Sewol.

## Caractéristiques
Le commandement est rattaché au Ministère de la Défense nationale. Il est chargé de recueillir des renseignements liés à la sécurité et de lutter contre les activités anti-étatiques. Il a un rôle de contre-espionnage.
Son siège est à Gwacheon. Ses effectifs sont les deux tiers du DSC avec environ 2 900 personnes provenant de l'ensemble des branches des Forces armées de la République de Corée contre 4 200 avec une réduction du nombre de postes au grade de général de neuf à six et du nombre de postes de colonel de 50 à 30, respectivement Sa mascotte est le Milan noir.
Son premier dirigeant est le lieutenant-général Nam Young jusqu'au 15 avril 2019. La durée du mandat est limitée à deux ans.